# Ghoul (personaggio)
Ghoul il cui vero nome è Stewart Carter Winthrop III è uno dei personaggi del film Batman of the Future - Il ritorno del Joker e nello speciale episodio della serie animata Justice League Unlimited.

## Biografia
Stewart Carter nacque in una famiglia benestante, ma stanco della sua vita troppo perfetta, scappò di casa e si unì ai Jokers. Qualche tempo dopo il gruppo venne capitanato dal loro idolo, ovvero Joker stesso che era rinato grazie alla tecnologia moderna, e aveva intenzione di vendicarsi di Gotham City e di Bruce Wayne/Batman. Per prima cosa, quindi, i Jokers dovettero rubare un gigantesco scanner all'Impresa Wayne. Tuttavia furono ostacolati da Terry McGinnis nei panni di Batman che arrivato sul posto cercava di fermarli; così, per dare tempo ai compagni che scappavano con uno scanner, Ghoul, insieme a Woof, combatté contro Batman, per sconfiggerlo, o perlomeno rallentarlo. Venne però messo K.O. piuttosto facilmente, e in seguito fu recuperato, insieme al complice, dai compagni in seguito, per fare ritorno da Joker, senza però lo scanner che era andato distrutto nell'inseguimento tra i cieli con Batman. Infuriato il Joker rimproverò aspramente il gruppo, e per far sì che non si ribellassero, uccise, davanti agli occhi atterriti dei compagni, il membro Bonk che gli aveva detto che secondo lui era un falso. Poi fece giurare agli altri Jokers che fossero fedeli solo a lui, e ordinò a Ghoul di trovare "un altro scanner come si deve". Cercando sul computer il ragazzo trovò vari luoghi di cui è fornito, e quando il Joker decise di rubarlo alla Wayne Enterprise, Ghoul si mostrò inquieto per la sicurezza molto elevata. In seguito così, Joker entrò lui stesso nell'edificio, per mostrare a Gotham intera che era tornato. Mentre le gemelle Dee-Dee e Woof si occupavano di stendere Wayne e McGinnis, Ghoul insieme a Chucko, mettendosi una maschera antigas, buttarono una granata a gas che mise al tappeto la sicurezza in maniera che non potesse intervenire. Poi rubarono lo scanner che serviva, e scapparono insieme agli altri. In seguito il Joker decise di eliminare Terry: così inviò i Jokerz nella discoteca dove il ragazzo si trovava. Mentre i Jokers combattevano contro Terry, Ghoul teneva in ostaggio la fidanzata di quest'ultimo, Dana Tan, che riuscì a liberarsi, venendo però, riacciuffata per i capelli. Dopo aver tentato di colpire Ghoul con dei pugni, questo decise di “lasciarla andare” buttandola giù da una piattaforma, e nonostante fosse presa al volo da Terry si procurò ugualmente delle lesioni più o meno gravi alla testa. Dopo aver messo Dana al riparo, Ghoul venne picchiato violentemente da Terry, ma alla fine venne portato via dagli altri Jokers. In seguito fu inviato con i Jokers a eliminare Jordan Pryce, un uomo arrogante che mirava di liberarsi di Wayne per prendere il suo posto all'Impresa Wayne; per questo aveva aiutato i Jokers ad entrare nel magazzino per rubare lo scanner. Dopo averlo raggiunto, i Jokers lo legano ad un tavolo, con l'intenzione di far saltare in aria lo Yacht su cui si trova; in quella irruppe Batman che aveva sentito tutto, ma Ghoul usa il suo cestino a forma di zucca per rompere l'oblò più vicino, e saltare su dei veicoli per scappare. Terry, riesce a salvare Jordan, che però viene arrestato. Durante l'irruzione di Batman nel covo del Joker, Ghoul tentò di colpire alle spalle Batman che osservava il cane Asso che metteva in fuga Woof, ma Terry lo colpì senza neanche girarsi, facendogli perdere i sensi. In seguito, venne probabilmente arrestato con tutti i suoi compagni.

## Versioni alternative
Ghoul riappare con gli altri Jokers negli episodi Ritorno al passato e Ritorno al futuro della serie animata Justice League Unlimited, al servizio del supercriminale Chronos. Come i compagni è dotato di superpoteri, ovvero quello di far fuoriuscire comete giganti dal suo cestino e di far diventare il suo braccio destro in una motosega. Dopo che Chronos ordina ai Jokers di uccidere la Justice League, che gli avrebbe intralciato i piani, si ritrova sopra un tetto con Batman, e gli dice di aver letto qualche libro su di lui; in seguito cerca di colpirlo con la motosega, ma viene fermato dalla Justice League al completo; poi, viene interrogato da Batman e Bruce Wayne, il primo minacciandolo di farlo precipitare giù da un palazzo, e il secondo minacciandolo semplicemente. Ghoul cerca di evitare di raccontare il meno possibile, ma poi si ritrova a confessare di sapere dove si trova la moglie di Chronos. Alla fine, durante la battaglia finale, viene messo facilmente al tappeto. Quando lo spazio-tempo torna alla normalità, torna normale anche lui come gli altri Jokers.

## Aspetto fisico
Contrariamente dagli altri Jokers, che si vestono ricalcando i costumi del Joker e Harley Quinn, Ghoul veste in maniera più oscura, come un bambino la notte di Halloween (caratteristica evidenziata dal cestino a forma di zucca che porta sempre con sé): ha dei caratteristici capelli lunghi e biondi, la pelle tinta di grigio, una maglietta con un disegno dimile alle facce incise sulle zucche, che gli lascia scoperta la pancia. I pantaloni sono lunghi, le scarpe con la punta arricciata; porta un cappello da strega e varie cicatrici, mentre la bocca e gli occhi sono contornati di nero. Da notare che questo travestimento lo faccia somigliare a un nemico classico di Batman, lo Spaventapasseri, probabilmente fonte di ispirazione.

## Abilità
Ghoul non è un combattente molto abile, infatti viene spesso messo K.O. solo con un pugno. Sembra intendersi di informatica, e anche nel lancio di oggetti come il proprio cestino e granate di gas. Nell'episodio Ritorno al passato, viene dotato di una motosega che in certi casi può usare al posto del braccio destro. Nonostante questo, viene ugualmente sconfitto facilmente dalla Justice League